# Rüterberg
Koordinaten: 53° 9′ N, 11° 11′ O
Rüterberg (bis 1938 Wendisch Wehningen) ist ein Ortsteil der Stadt Dömitz im Südwesten des Landkreises Ludwigslust-Parchim in Mecklenburg-Vorpommern. Bekannt wurde die Gemeinde durch den 1989 von ihren Bürgern ausgerufenen Status der Dorfrepublik Rüterberg. Von 1991 bis 2001 hieß die ehemalige Gemeinde offiziell Rüterberg („Dorfrepublik“ 1961 – 1989), nachfolgend bis 2002 Rüterberg („Dorfrepublik“ 1967 – 1989).

## Lage

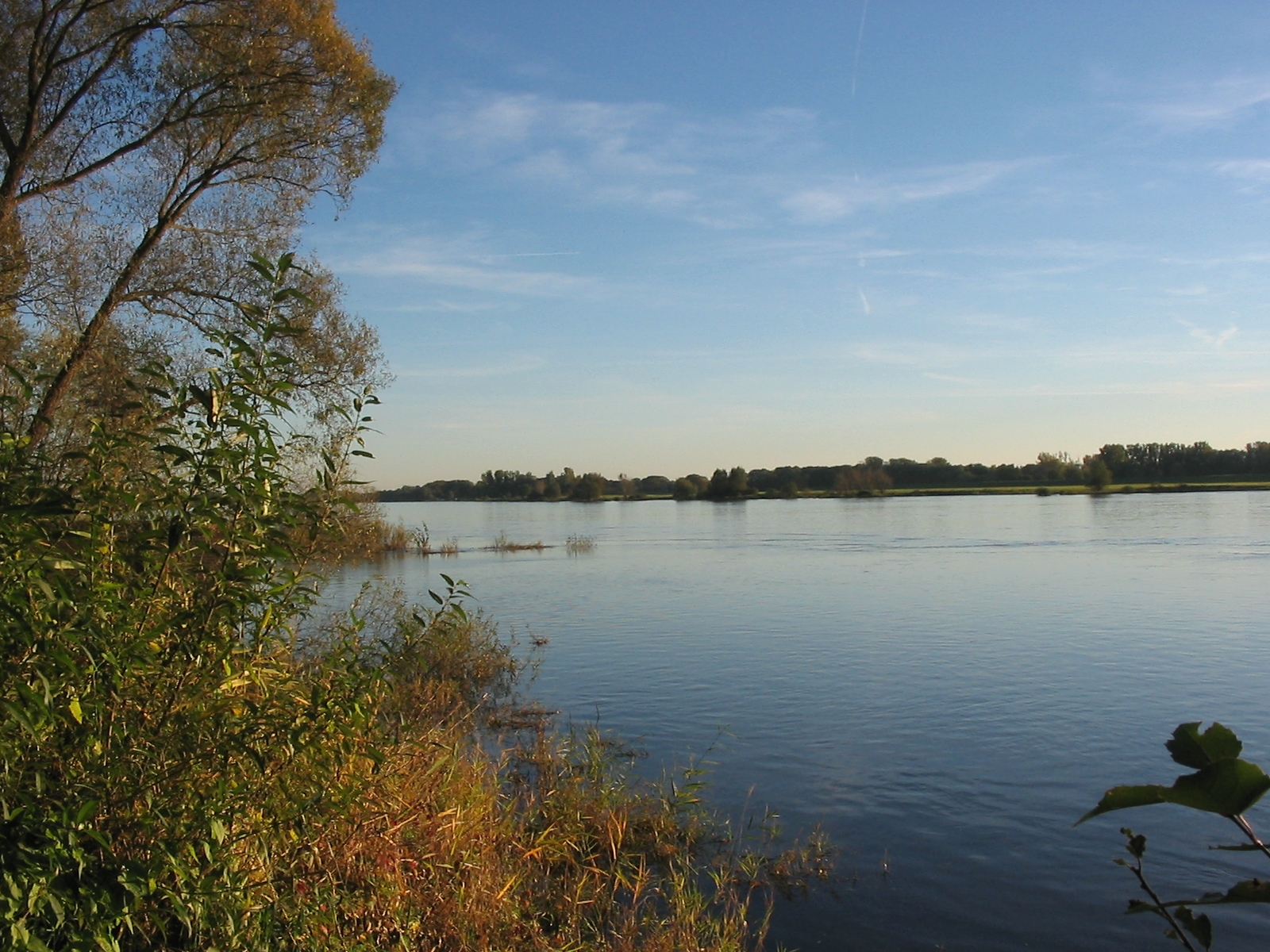
Elbe bei Rüterberg

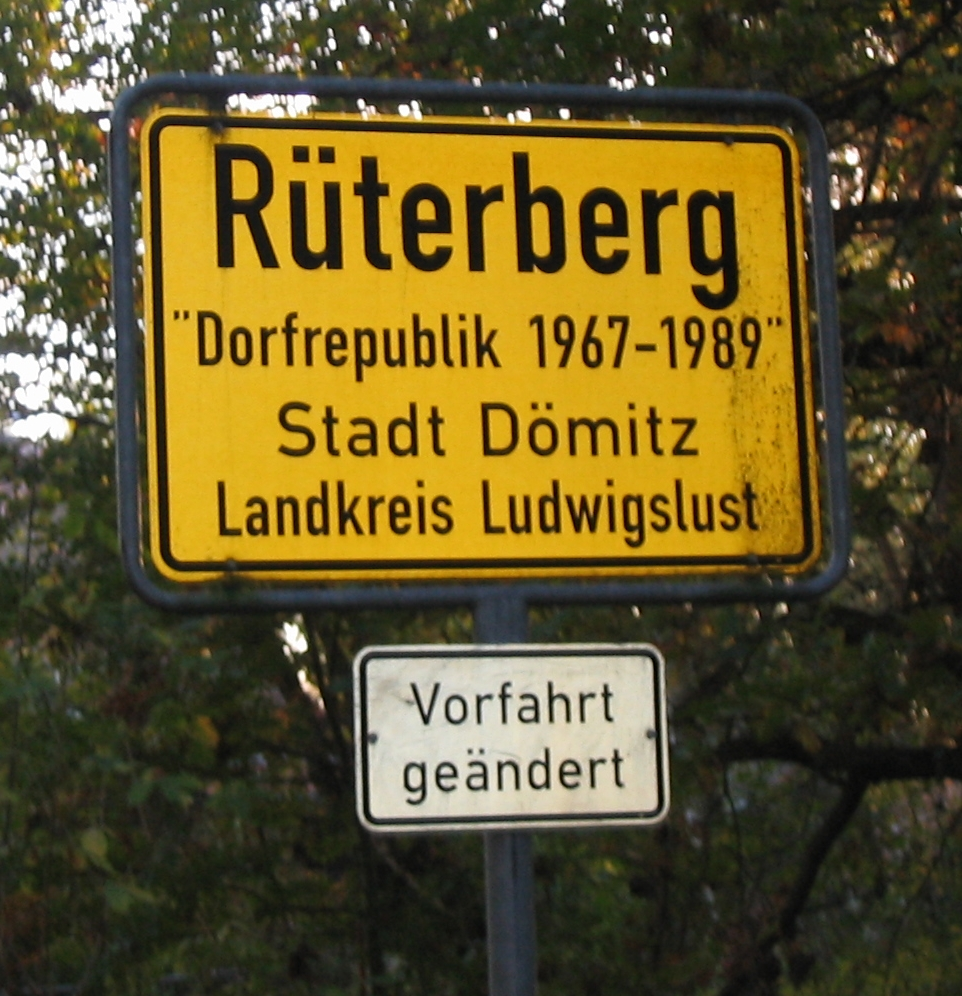
Ortstafel (2007)

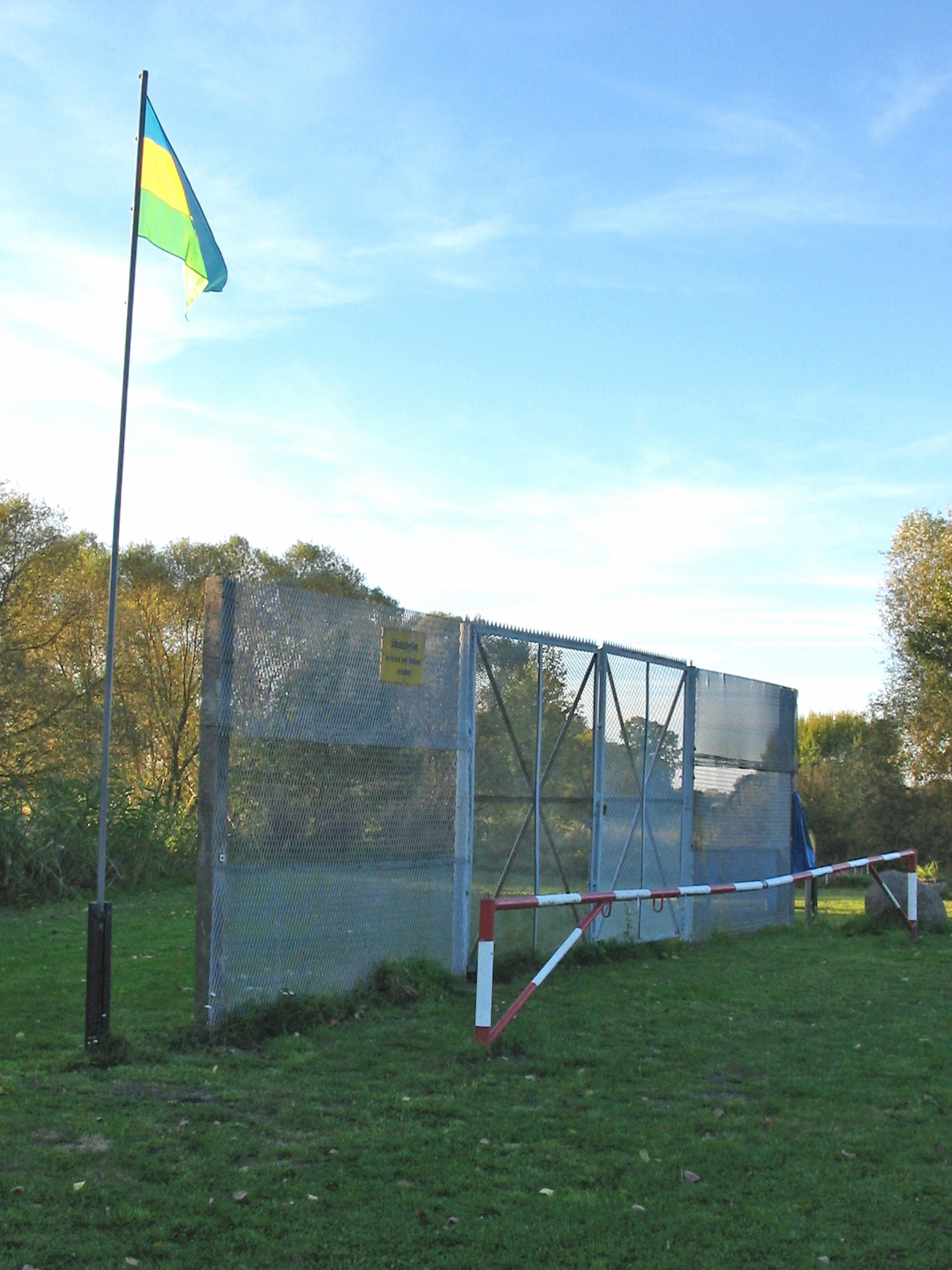
Denkmal der deutschen Teilung

Das zwischen Dömitz und Hitzacker an der Elbe liegende Dorf befindet sich im UNESCO-Biosphärenreservat Flusslandschaft Elbe-Mecklenburg-Vorpommern, auf und um den Rüterberg. Der Ort grenzt an zwei Seiten an das Bundesland Niedersachsen. Zu Zeiten der deutschen Teilung war er aufgrund der Vorschriften der DDR-Grenzsicherung 22 Jahre lang von Sperranlagen umgeben. Zur Bundesrepublik Deutschland war er durch ein Zaunsystem entlang der Elbe getrennt.

## Geschichte
Der ursprünglich Wendisch Wehningen genannte Ort wurde 1340 erstmals erwähnt. 1896 und 1903 entstanden am Ostende zwei Ziegeleien. 1938 wurde die Gemeinde im Zuge der nationalsozialistischen Germanisierung von Ortsnamen in Rüterberg umbenannt und erhielt ihren ursprünglichen Namen auch nach dem Krieg nicht zurück. Mit Ende des Zweiten Weltkrieges wurde das in der sowjetischen Besatzungszone befindliche Rüterberg ein Grenzdorf zur britischen Besatzungszone. Nach Gründung der DDR erfolgten ab 1952 Maßnahmen zur Grenzsicherung. So wurde unter anderem eine Sperrzone eingerichtet, die Passierscheinpflicht eingeführt und ein Grenzzaun entlang des Elbeufers errichtet. Im Zuge der „Aktion Ungeziefer“ 1952 kam es zur Zwangsumsiedlung mehrerer Familien ins Hinterland. 1961 wurden im Rahmen der „Aktion Festigung“ 26 Grundstücke eingeebnet und die Grenzanlagen am Elbeufer befestigt.
1966 kam es zur Schlacht von Gorleben, einer militärischen Auseinandersetzung zwischen britischen Schiffen und Hubschraubern einerseits und Booten der Grenztruppen der DDR andererseits, in der die Bundesrepublik Deutschland und britische Streitkräfte den westlichen Hoheitsanspruch auf die volle Breite der Elbe demonstrierten. Die DDR hingegen beharrte auf ihrem Standpunkt, dass die Grenze zwischen den beiden deutschen Staaten in der Mitte des Flusses verlaufe. Nachfolgend wurde 1967 ein zweiter – innerer – Grenzzaun entlang der Elbe und somit um Rüterberg errichtet. Das Dorf war dadurch selbst vom Gebiet der DDR abgeschnitten, was ansonsten bei Orten im Sperrgebiet sehr selten der Fall war. Nur durch ein streng militärisch bewachtes Tor konnten die Bewohner ihr Dorf nach Vorlage des Personalausweises verlassen oder betreten. Besucher konnten nicht ohne Weiteres empfangen werden. Diese benötigten einen Passierschein. Es wurden Stolperdrähte und Hundelaufanlagen errichtet. Die Grenzsicherung, einschließlich der Personenkontrolle, erfolgte durch Kompanien des Grenzbataillons Dömitz innerhalb des Grenzregiments 8 der Grenztruppen der DDR. Der Ortsteil Broda und mit ihm zwei Ziegeleien und ein Sägewerk wurden bis 1981 abgetragen. Erhalten blieb lediglich ein Beobachtungsobjekt der Grenztruppen. am Elbbogen. 
Ab Mitte der 1980er Jahre wurden die Besucherregelungen einschließlich der großzügigeren Vergabe von Passierscheinen, nicht nur an Verwandte, teilweise gelockert. Noch 1988 wurde der innere Grenzzaun für elf Millionen Mark stabilisiert. Die Einwohnerzahl Rüterbergs sank von 1961 bis 1989 von etwa 300 auf 150.

### Dorfrepublik Rüterberg
Als Protest gegen die durch die Isolierung bestehende Situation riefen die Bewohner am 8. November 1989 die Dorfrepublik Rüterberg aus, um ein Zeichen gegen die jahrelange Demütigung durch die DDR zu setzen. Anlass war die Sperrung des Eingangstores zum Dorf aufgrund von Baumaßnahmen. Als Vater der an das Vorbild der schweizerischen Urkantone angelehnten Idee einer Dorfrepublik gilt der Schneidermeister Hans Rasenberger, der sich bereits Jahre zuvor mit der Geschichte der Schweiz und den dortigen Dorfgemeinschaften beschäftigte. Als er 1988 Verwandte in der Bundesrepublik besuchen durfte, nutzte er die Gelegenheit zu Reisen zwischen der Bundesrepublik, der Schweiz und Frankreich aus und hörte bei den Feierlichkeiten zum Nationalfeiertag der Schweiz den Rütlischwur.
Rasenberger hatte am 24. Oktober 1989 eine Einwohnerversammlung beantragt, was gemäß den Vorschriften auch ins Ministerium für Staatssicherheit nach Berlin gemeldet wurde. Die Versammlung wurde für den 8. November 1989 genehmigt. Neben 90 Einwohnern waren im Gemeindehaus Vertreter vom Rat des Kreises Ludwigslust, ein höherer Offizier der Grenztruppen und der Leiter des Volkspolizeikreisamtes zugegen, denen ein von Rasenberger sorgfältig vorbereitetes Dokument vorgelegt wurde, in dem es darum ging, sich in einer Dorfrepublik fortan die eigenen Gesetze zu schaffen und sich nicht länger von der DDR-Führung bevormunden zu lassen. Die Bewohner beschlossen einstimmig die Einrichtung der Dorfrepublik. Bereits einen Tag später fiel die Berliner Mauer und Rüterberg war seit dem 10. November 1989 frei zugänglich.
Am 14. Juli 1991 erhielt die Gemeinde Rüterberg vom Innenminister des Landes Mecklenburg-Vorpommern das Recht, die Bezeichnung „Dorfrepublik 1961–1989“ (ab 2001 „Dorfrepublik 1967–1989“) als Zusatz auf allen Ortsschildern zu führen. Bei dem Akt der staatlichen Anerkennung, der Verleihung der Urkunde, waren 100 Jugendliche aus 19 Nationen anwesend. Die Regelung galt bis zum 21. Oktober 2002 – seitdem heißt das Dorf wieder Rüterberg.

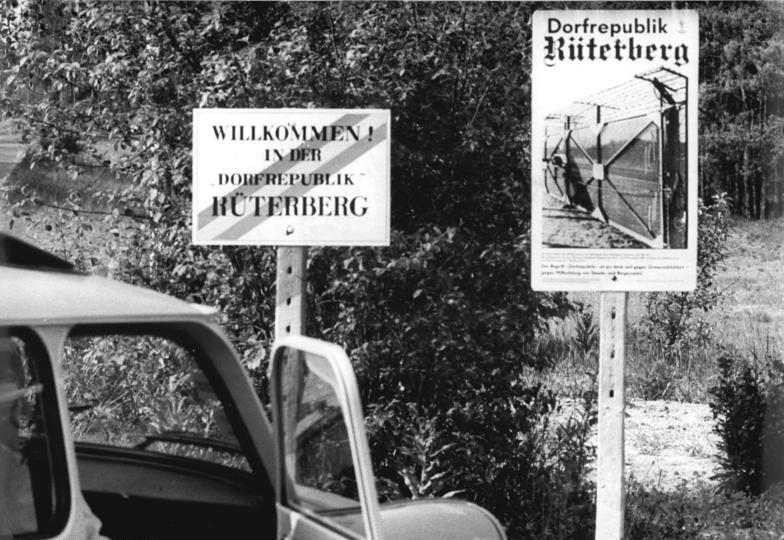
Trabant vor Informationsschildern, 1990
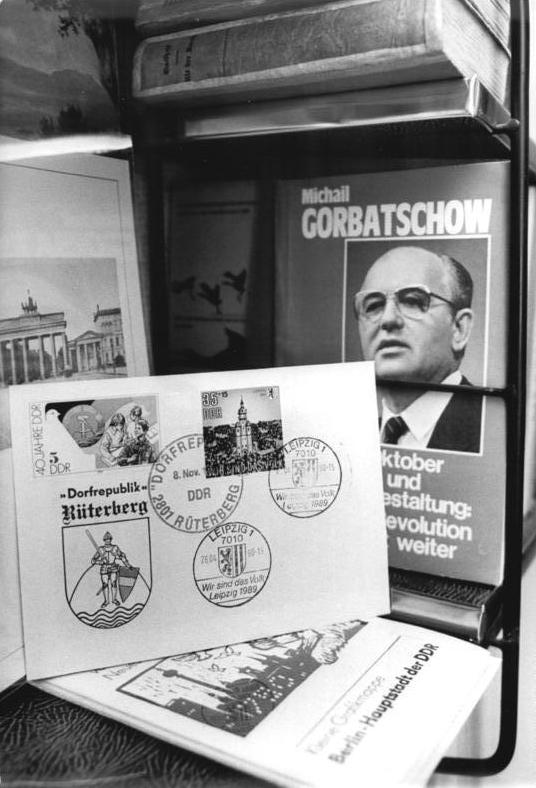
Briefumschlag mit Poststempel der Dorfrepublik
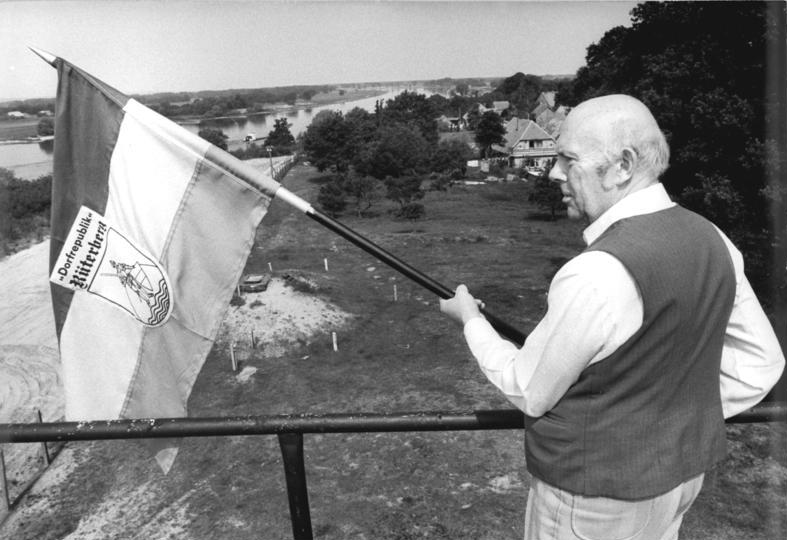
Hans Rasenberger mit Flagge

### Nachwendezeit
Nach der Wende gab es Neuansiedlungen, es entstanden neue Straßen und Wohnhäuser. Anlässlich des zehnten Jahrestages der Ausrufung der Dorfrepublik wurde 1999 eine Heimatstube eröffnet, die Besuchern unter anderem Einblicke in das Leben in dem isolierten Grenzdorf gibt. Im selben Jahr wurde durch die Naturparkverwaltung Mecklenburgisches Elbetal ein hölzerner Aussichtsturm mit Blick ins Elbetal seiner Bestimmung übergeben. Am 13. Juni 2004 wurde Rüterberg in die Stadt Dömitz eingemeindet.

## Politik

### Wappen
Bis zum Tag der Eingemeindung führte die ehemalige Gemeinde Rüterberg ein Wappen sowie eine Flagge, die wie folgt beschrieben werden:
| Wappen von Rüterberg | Blasonierung: „In Grün auf goldenem Hügel, darin ein blauer Wellenfaden, ein golden geharnischter Ritter mit Stechhelm, auf einem springenden, golden gehuften, gezäumten und gesattelten silbernen Pferd, in der rechten Hand ein goldenes Schwert und in der linken Hand die goldenen Zügel haltend.“ |
| Wappen von Rüterberg | Wappenbegründung: Bereits 1990 hatte sich die Gemeinde für einen Wappenentwurf ausgesprochen, der einen stehenden, schildhaltenden Ritter vor einem Berg über einem vierfach geteilten Wellenschildfuß beinhaltete. Dieser war jedoch sowohl von der Gestaltung als auch von der Symbolik her nicht genehmigungsfähig, zumal der Begriff Rüter nach dem „Mecklenburgischen Wörterbuch“ von Wossidlo-Teuchert einen Reiter bezeichnet. In dem Hoheitszeichen wird mit dem Hauptsymbol, dem Ritter zu Pferde, und mit dem Hügel (Berg) als redende Zeichen der bildliche Bezug zum Ortsnamen hergestellt. Der Wellenfaden soll auf die Lage der einstigen Gemeinde an der Elbe verweisen. Durch die Eingemeindung in die Stadt Dömitz am 13. Juni 2004 verlor das Gemeindewappen seinen Status als Hoheitszeichen. Es kann aber weiterhin von den Bewohnern als Identifikationssymbol und als Zeichen der Verbundenheit mit ihrem Ort genutzt werden. Das Wappen und die Flagge wurde von dem Weimarer Michael Zapfe gestaltet. Es wurde zusammen mit der Flagge am 19. August 2003 durch das Ministerium des Innern genehmigt und unter der Nr. 285 der Wappenrolle des Landes Mecklenburg-Vorpommern registriert. |

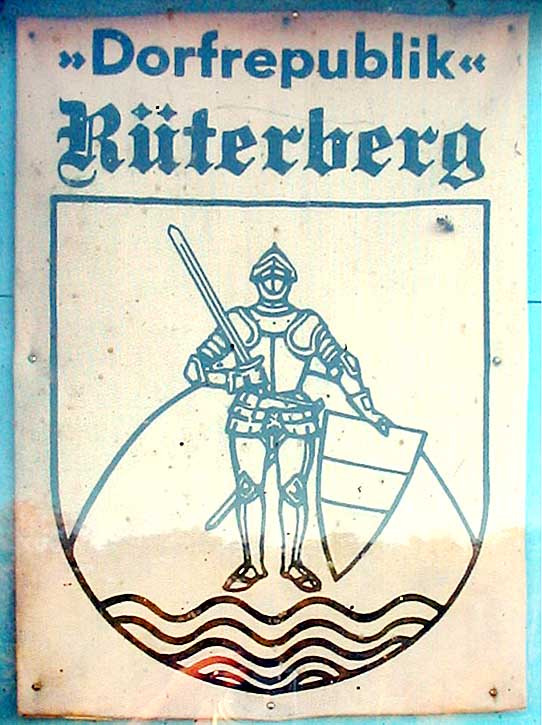
Wappenentwurf Rasenbergers (s/w) in einem Schaukasten

Außerdem existiert ein 1980 von Detlev Rasenberger, einem Sohn Hans Rasenbergers, erstellter Wappenentwurf, der wie folgt beschrieben wird: „Über silbernem Wellenschildfuß, darin zwei blaue Wellenlinien, in Silber ein grüner Berg belegt mit einem silbernen Ritter, welcher in der Rechten ein nach oben gerichtetes Schwert und in der Linken ein zweimal geteiltes Schild mit den Farben Blau, Gold und Rot übereinander (trägt).“ Über dem Wappen stehen Dorfrepublik (in der Schriftart Super Grotesk) und Rüterberg (Fette Gotisch) übereinander.
Der im Wappen abgebildete Ritter soll einst vom Rüterberg mit seinem Pferd die Elbe übersprungen haben, um Rüterberg von Räubern zu befreien.

### Flagge

Flagge des Ortsteils Rüterberg

Die Flagge ist gleichmäßig längs gestreift von Blau, Gelb und Grün. In der Mitte des gelben Streifens liegt, auf jeweils zwei Fünftel der Höhe des blauen und des grünen Streifens übergreifend, das Ortsteilwappen. Die Länge des Flaggentuchs verhält sich zur Höhe wie 5:3.

## Persönlichkeiten
- Hartmuth Behrens (* 1951), ehemaliger Florettfechter, wurde in Rüterberg geboren.